# Filozoa
Los filozoos (Filozoa) son un grupo monofilético dentro de Opisthokonta e incluye tanto a los animales (reino Animalia) como a sus parientes unicelulares más cercanos exceptuando a Holomycota, Pluriformea e Ichthyosporea.
Los tres grupos actualmente asignados al clado de Filozoa son:
- Filasterea
- Apoikozoa
  - Choanoflagellatea
  - Animalia o Metazoa

Estos tres grupos se caracterizan por la presencia de células filosas y tentáculos.
Se asume que la célula ancestral opistoconta poseía delgadas proyecciones filosas (similares a hilos) o tentáculos. En algunos opistocontos (Ichthyosporea y Pluriformea) estas se perdieron. Se conservan en Filozoa, donde son simples y no ahusadas, con un núcleo rígido de haces de actina (en contraste con los filopodios flexibles, ahusados y ramificados de Cristidiscoidea y los rizoides e hifas ramificados de los hongos). En los coanoflagelados y los animales más primitivos, concretamente las esponjas, se agregan en un collar de alimentación por filtración (hecho de microvellosidades, que también están hechas de actina) alrededor del cilio o flagelo; se cree que esto es una herencia de su ancestro filozoario común más reciente.

## Cladograma
Se ha determinado las siguientes relacionesː
|  | Cristidiscoidea |
|  |                 |
|  | Fungi           |
|  |                 |

|  | Ichthyosporea |
|  |               |
|  | Pluriformea   |
|  |               |

|           | Filasterea                                                     |
|           |                                                                |
| Apoikozoa | \| \| Choanoflagellatea \| \| \| \| \| \| Animalia \| \| \| \| |
|           | \| \| Choanoflagellatea \| \| \| \| \| \| Animalia \| \| \| \| |
|           | Choanoflagellatea                                              |
|           |                                                                |
|           | Animalia                                                       |
|           |                                                                |

|  | Choanoflagellatea |
|  |                   |
|  | Animalia          |
|  |                   |

|  | Ichthyosporea |
|  |               |
|  | Pluriformea   |
|  |               |

|           | Filasterea                                                     |
|           |                                                                |
| Apoikozoa | \| \| Choanoflagellatea \| \| \| \| \| \| Animalia \| \| \| \| |
|           | \| \| Choanoflagellatea \| \| \| \| \| \| Animalia \| \| \| \| |
|           | Choanoflagellatea                                              |
|           |                                                                |
|           | Animalia                                                       |
|           |                                                                |

|  | Choanoflagellatea |
|  |                   |
|  | Animalia          |
|  |                   |

|  | Cristidiscoidea |
|  |                 |
|  | Fungi           |
|  |                 |

|  | Ichthyosporea |
|  |               |
|  | Pluriformea   |
|  |               |

|           | Filasterea                                                     |
|           |                                                                |
| Apoikozoa | \| \| Choanoflagellatea \| \| \| \| \| \| Animalia \| \| \| \| |
|           | \| \| Choanoflagellatea \| \| \| \| \| \| Animalia \| \| \| \| |
|           | Choanoflagellatea                                              |
|           |                                                                |
|           | Animalia                                                       |
|           |                                                                |

|  | Choanoflagellatea |
|  |                   |
|  | Animalia          |
|  |                   |

|  | Ichthyosporea |
|  |               |
|  | Pluriformea   |
|  |               |

|           | Filasterea                                                     |
|           |                                                                |
| Apoikozoa | \| \| Choanoflagellatea \| \| \| \| \| \| Animalia \| \| \| \| |
|           | \| \| Choanoflagellatea \| \| \| \| \| \| Animalia \| \| \| \| |
|           | Choanoflagellatea                                              |
|           |                                                                |
|           | Animalia                                                       |
|           |                                                                |

|  | Choanoflagellatea |
|  |                   |
|  | Animalia          |
|  |                   |